# أنطونيو مارتينيلي
أنطونيو مارتينيلي (بالإيطالية: Antonio Martinelli)‏ هو مصور فرنسي وإيطالي، ولد في 30 سبتمبر 1953 في البندقية في إيطاليا.

## وصلات خارجية
- الموقع الرسمي